# Pleioblastus truncatus
Pleioblastus truncatus är en gräsart som beskrevs av Tai Hui Wen. Pleioblastus truncatus ingår i släktet grenbambu, och familjen gräs. Inga underarter finns listade i Catalogue of Life.